# Джарабулус (район)
Джарабулус (араб. جرابلس) — район (мінтака) у Сирії, входить до складу провінції Алеппо. Адміністративний центр — м. Джарабулус. Курди і араби складають більшість населення у цьому районі. У місті Джарабулус не було вірменської меншини до початку 1970-х років, коли більшість з них переїхали в Алеппо.
Адміністративно поділяється на 2 нохії.
| Сирія | Це незавершена стаття з географії Сирії. Ви можете допомогти проєкту, виправивши або дописавши її. |